# Ludowa Armia Komucza

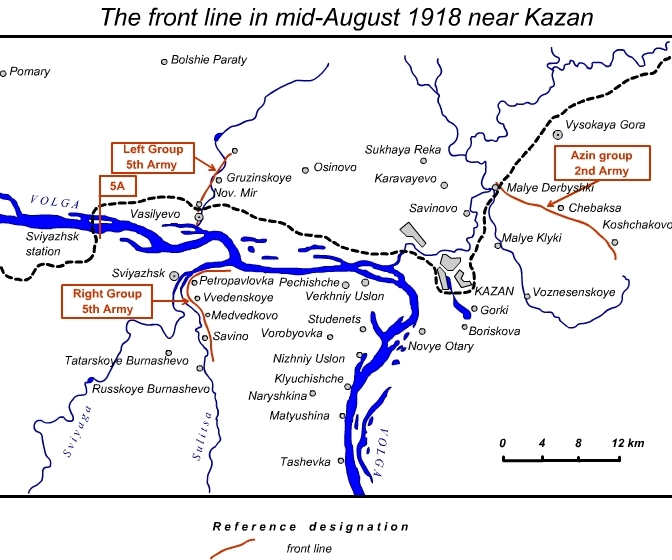
Linia frontu podczas operacji kazańskiej Ludowej Armii Komucza w sierpniu 1918 roku

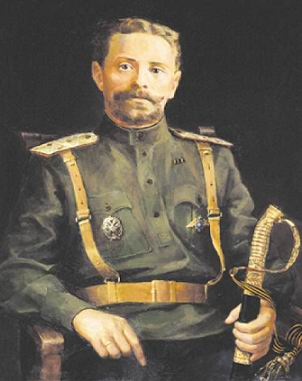
Władimir Kappel – pierwszy dowódca Ludowej Armii Komucza

Ludowa Armia Komucza (ros. Народная армия КОМУЧа) – antybolszewickie siły zbrojne Komitetu Członków Zgromadzenia Ustawodawczego (tzw. „Komucza”), czynnie zaangażowane podczas wojny domowej w Rosji w walki zbrojne na Powołżu toczone od czerwca do września 1918. 

## Historia
W maju 1918 r. doszło do buntu Legionu Czechosłowackiego na Kolei Transsyberyjskiej. 8 czerwca 1918, Korpus Czechosłowacki zdobył miasto Samara.
11 czerwca, oddziały Władimira Kappela zdobyły Syzrań, a następnie Stawropol nad Wołgą, Bugurusłan i Buzułuk. 21 lipca oddział rosyjsko-czechosłowacki pod dowództwem Kappela, po 150 kilometrowym marszu zdobył Symbirsk. Po tym zwycięstwie Kappel awansował na pułkownika. Dzień później – 22 lipca oddziały Kappela, już oficjalnie stały się siłami zbrojnymi Komucza. W ich skład wchodziły 2 pułki piechoty i kilka baterii artylerii (łącznie ok. 3000 żołnierzy). Następnie Kappel spotkał się z władzami Komucza, które dały rozkaz zdobycia Saratowa, lecz Kappel odmówił, gdyż stwierdził, że Kazań będzie ważniejszym obiektem taktycznym. W rezultacie ustalonych rozkazów, Kappel wraz z nowo powstałą armią, ruszył w kierunku Kazania, gdzie słabo przygotowana Armia Czerwona uległa armii Komucza.
5 września 1918, doszło do ataku Armii Czerwonej na Kazań. Miasto zostało opanowane tego samego dnia. 12 września wojska Armii Czerwonej zdobyły Symbirsk. Po dwóch tygodniach wojsko Kappela stanęło w obronie lewobrzeżnej Wołgi, lecz ze względu na silne natarcia bolszewików, armia Komucza wycofała się do Ufy. 23 czerwca, doszło do spotkania Komuczu i Tymczasowego Rządu Syberyjskiego. Oba organy połączyły się w tzw. Ogólnorosyjski Rząd Tymczasowy. Po połączeniu organów, przeformowano strukturę wojskową Ludowej Armii Komucza i Armii Syberyjskiej - obydwie formacje wojskowe zostały połączone w Zachodnią Armię Białych.

## Stopnie wojskowe
- – szeregowy
- – gefrajter
- – młodszy podoficer
- – starszy podoficer
- – feldfebel
- – podchorąży[1]
- – chorąży
- – podporucznik
- – porucznik
- – kapitan sztabowy
- – kapitan
- – podpułkownik
- – pułkownik
- – generał major
- – generał porucznik
- – generał